# Николаевка 1-я (Кемеровская область)
Никола́евка 1-я — село в Мариинском районе Кемеровской области. Входит в состав Белогородского сельского поселения.

## География
Центральная часть населённого пункта расположена на высоте 168 м над уровнем моря.

## Население
| 2010 |
| ---- |
| 78   |

### Половой состав
По данным Всероссийской переписи населения 2010 года, в селе Николаевка 1-я проживало 78 человек (41 мужчина, 37 женщин).